# Spanyol bordásgyík
Az spanyol faligyík (Podarcis hispanica) a hüllők (Reptilia) osztályának a pikkelyes hüllők (Squamata) rendjébe és a nyakörvösgyíkfélék (Lacertidae) családjába tartozó faj.

## Előfordulása
Spanyolország, Portugália és Franciaország területén honos.

## Megjelenése
Testhossza 50–70 mm.